# 306 av. J.-C.
- Carthaginois
- Étrusques
- Grecs
- Romains

Cette page concerne l'année 306 av. J.-C. du calendrier julien proleptique.

## Événements
- Printemps : 
  - Démétrios Poliorcète est rappelé par son père et cingle vers Chypre. À peine est-il parti que Cassandre intervient de nouveau en Attique et assiège Athènes[1].
  - Victoire navale décisive de Démétrios Ier Poliorcète sur Ptolémée Ier Sôter à Salamine de Chypre[2].
  - Après Salamine, Antigone le Borgne et son fils Démétrios Ier Poliorcète prennent le titre de roi (basileus), vite imités en cela par les autres diadoques Ptolémée, Séleucos Ier et Lysimaque (306/304 av. J.-C.)[3].
- 2 juin (1er juillet du calendrier romain) : début à Rome du consulat de Quintus Marcius Tremulus et Publius Cornelius Arvina[4].
  - Révolte des Herniques, qui sont soumis par Marcius, qui rejoint ensuite son collègue Cornelius dans le Samnium, à temps pour remporter une victoire conjointe sur les Samnites. Marcius célèbre son triomphe sur les Herniques ; Anagnia et plusieurs cités herniques reçoivent le droit latin[5].
  - Signature du troisième traité entre Rome et Carthage[5].
  - Traité commercial entre Rome et le comptoir de Rhodes[6].
  - Début de la construction du temple de Salus et de nouvelles routes sur ordre des censeurs Caius Junius Bubulcus et Marcus Valerius Maximus[5].
  - Publius Cornelius Scipio Barbatus est nommé dictateur pour organiser les élections consulaires en l'absence des consuls[5].

- Fin de l’été-automne : Ptolémée est proclamé roi d’Égypte par ses troupes ; il est couronné le 12 janvier 304 av. J.-C. (fin de règne en 285 av. J.-C.)[3].
- Fin octobre, Gaza : début d’une expédition d’Antigone le Borgne contre l’Égypte; il dirige les troupes terrestres tandis que son fils Démétrios est à la tête de la flotte[3].

- Début du long règne en Chine de Zhaoxiang, roi de Qin (fin en 251 av. J.-C.)[7].
- Le royaume de Yue est anéanti par le royaume de Chu[8].
- Cassandre perd un allié en Épire où le roi d'Illyrie, Glaucias rétablit sur le trône le roi Pyrrhus (fin de règne en 272 av. J.-C.)[9].
- Le philosophe grec Épicure fonde une école de philosophie dans son jardin à Athènes[10].

## Décès
- Pythéas, explorateur et savant grec massaliote.
- Denys d'Héraclée, tyran d'Héraclée du Pont.